# Lubowicze (Białoruś)
Lubowicze (biał. Любавічы, Lubawiczy; ros. Любовичи, Lubowiczi) – wieś na Białorusi, w obwodzie homelskim, w rejonie żytkowickim, w sielsowiecie Wiereśnica.

## Historia
W XIX i w początkach XX w. położone były w Rosji, w guberni mińskiej, w powiecie mozyrskim. Opisywane były wówczas jako miejscowość odludna.
W latach 1919–1920 znajdowały się pod Zarządem Cywilnym Ziem Wschodnich, w okręgu brzeskim, w powiecie mozyrskim. Ustalona w traktacie ryskim granica państwowa przebiegła kilka kilometrów na zachód od Lubowicz, przyznając miejscowość Związkowi Sowieckiemu. Od 1991 w niepodległej Białorusi.